# Dolnja Bistrica
Dolnja Bistrica (madžarsko Alsóbeszterce, prekmursko Dolenja Bistrica) je naselje v Občini Črenšovci. 

## Zgodovina
Leta 1232 je bila Dolnja Bistrica prvič omenjena kot Nova vas v starih listinah, ki se hranijo v Budimpešti. Leta 1322 pa je bila že omenjena kot Spodnja Bistrica, kasneje Dolnja Bistrica.

## Značilnosti
Je večinoma strnjeno naselje panonskega tipa. Nekoč so bile hiše cimprane—lesene ali pa blatnjače—iz blata, ki so bile večinoma pokrite s slamo. V obdobju do 2. svetovne vojne so bila posamezna območja Dolnje Bistrice redno poplavljena, kasneje pa se je izvršila regulacija reke Mure z nasipi in poplavljenih območij je danes znatno manj. Pogovorni jezik je prekmurščina, ki je še vedno živ, a okrnjen jezik.

## Pomembne osebe
- 12. marca 1898 se je na Dolnji Bistrici rodil Jožef Godina, ki je bil l. 1925 posvečen v duhovnika. V prvi svetovni vojni je osvobodil svojo rojstno vas in veliko pripomogel za priključitev Prekmurja k Sloveniji.
- Leta 1912 se je rodil njegov brat Ferdo Godina, pisatelj, ki je znal na posebne način opisovati ljudi in naravo svojega rojstnega kraja. Spominsko sobo ima urejeno v osnovni šoli Prežihovega Voranca na Bistrici.

Umrl je 14.7.1994 v Ljubljani, pokopan je v družinskem grobu na ljubljanskih Žalah (v bližini lipe sprave).

## Gospodarstvo
Slabo stanje prekmurskega gospodarstva je tudi tu vidno. Večjega kmeta skoraj ni, pa tudi živine ni več toliko. Ljudje odhajajo na delo v Mursko Soboto in Lendavo. Tudi obrtnikov je bolj malo. Nekoč se je skoraj vsaka hiša ukvarjala s poljedelstvom.

## Turizem
Turizem postaja ena najpomembnejših gospodarskih dejavnosti. Zaradi naravne lepote, reke Mure, najenih mrtvic, in kmečkega življenja, turisti radi zahajajo v te kraje. Privabijo jih štorklje, planinska in kolesarska pot ob Muri, številne prireditve in ogled pravega kmečkega življenja.

## Znamenitosti
Ljudje so še danes ponosni na Kolišče Bobri. Objekt postavljen na vodo je nekoč privabljal številne goste iz Slovenije in tujine. Tam so se ljudje družili in veselili. Objekt je propadel, ampak še ljudje vračajo na Bobre in obujajo spomine.
Dober kilometer od kolišča Bobri je nekoč levi in desni breg Mure povezoval brod, zato sta bili vasici Dolnja Bistrica in Gibina tesneje povezani. Z izgradnjo mostu čez Muro pri Srednji Bistrici,pa se je ta vez pretrgala.
- Zgodovinske stavbe

- Osnovna šola na Dolnji Bistrici je bila ustanovljena l. 1902. Stavba stoji ob pokopališču, vendar ne služi več svojemu namenu.
- Kapela je zgrajena leta 1891 in je posvečena sv. Miklavžu.
- Leta 2010 je bil s pomočjo krajanov Dolnje Bistrice in občine Črenšovci zgrajen nov Vaško - gasilski dom.

## Živalstvo
Bela štorklja je ptica selivka, ki vsako leto v mesecu aprilu prileti v naše kraje in ostane do meseca septembra. Hrani se predvsem z žabami, plazilci ter mehkužci. Gnezdi na drevju, drogovih ali na zgradbah blizu naselja. Prezimi pa v Afriki.